# Radomirești, Bacău
Radomirești este un sat în comuna Letea Veche din județul Bacău, Moldova, România.